# Texas Longhorn

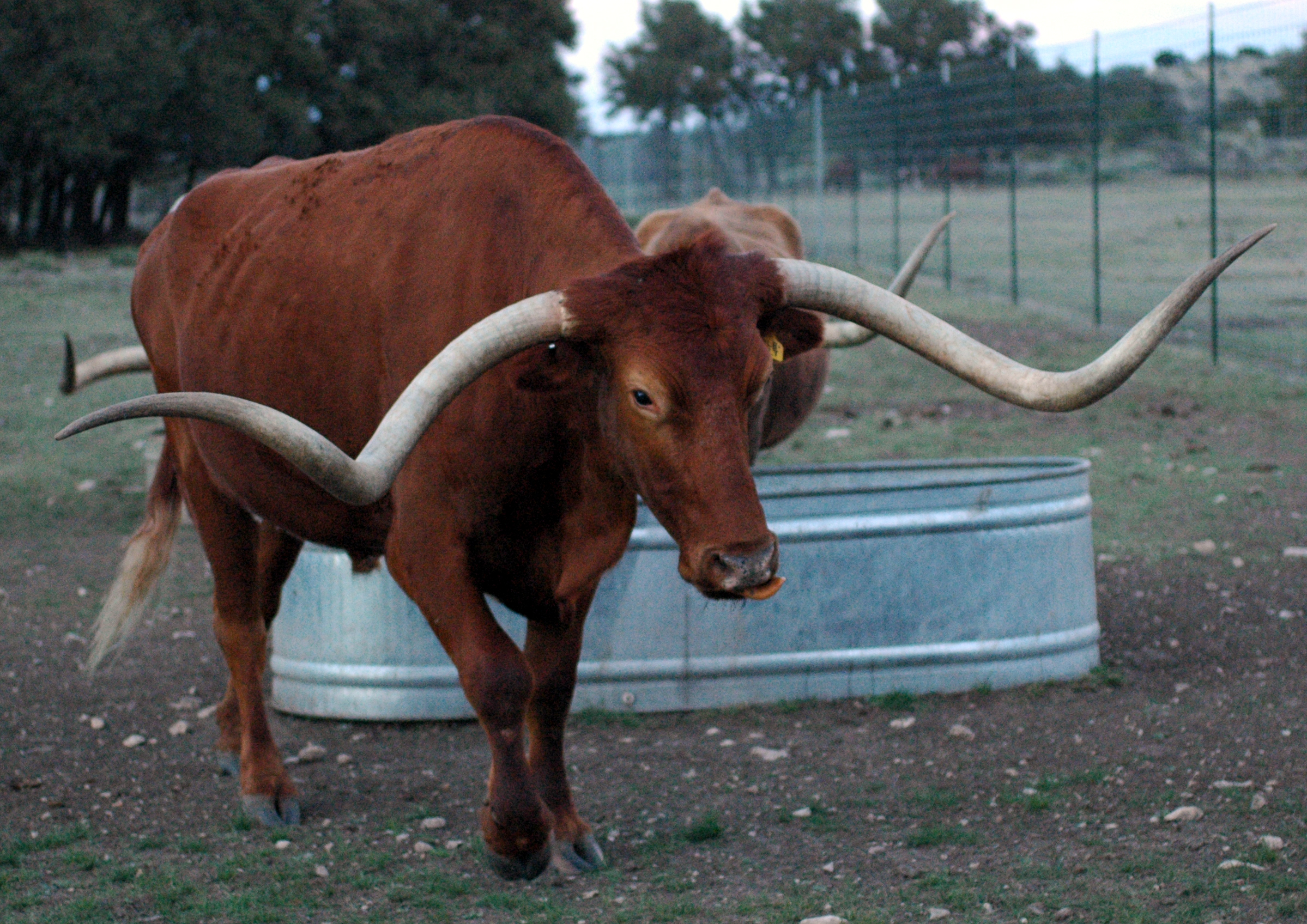
Bydło teksańskie

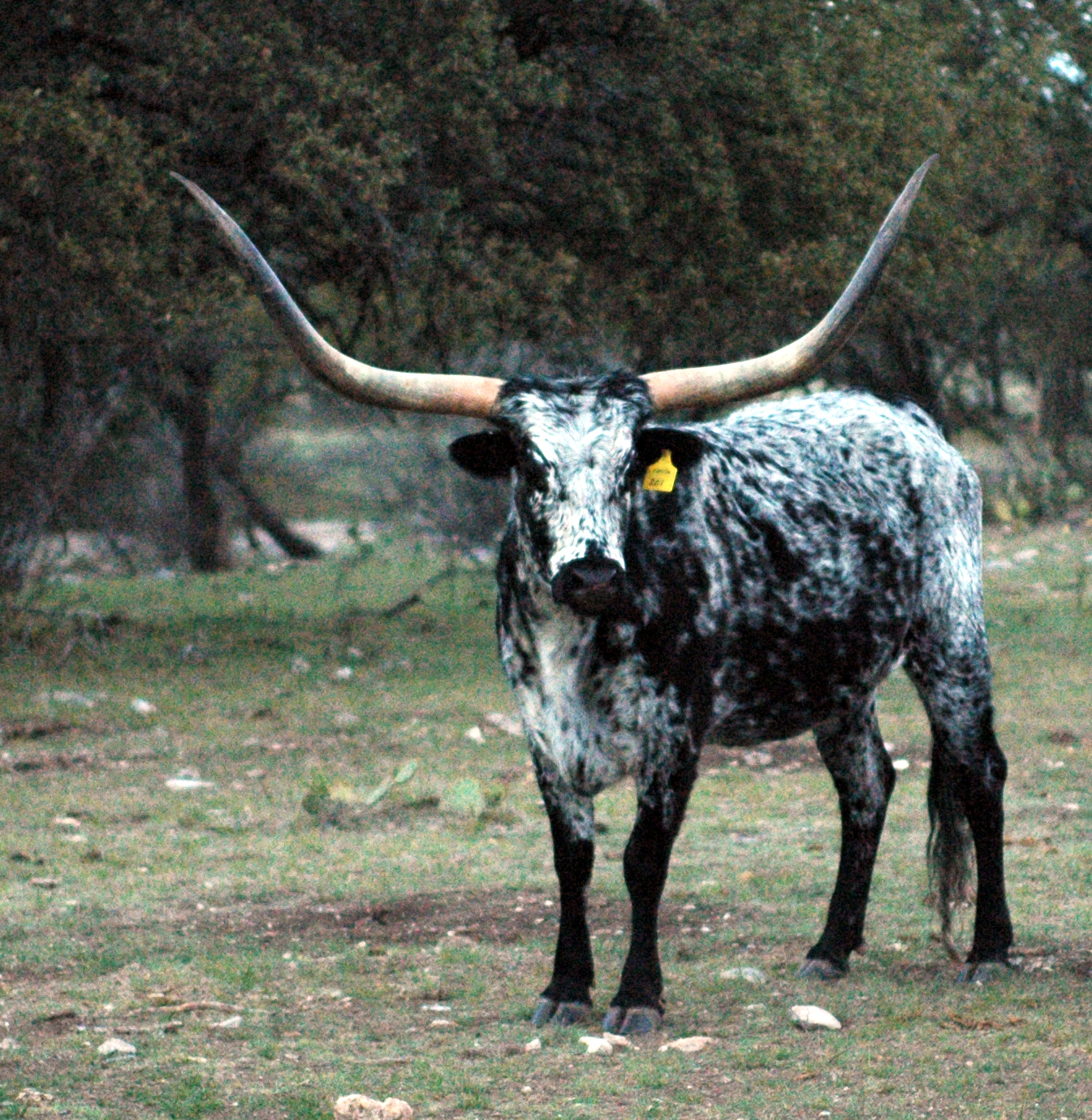
Inna forma rogów u bydła teksańskiego

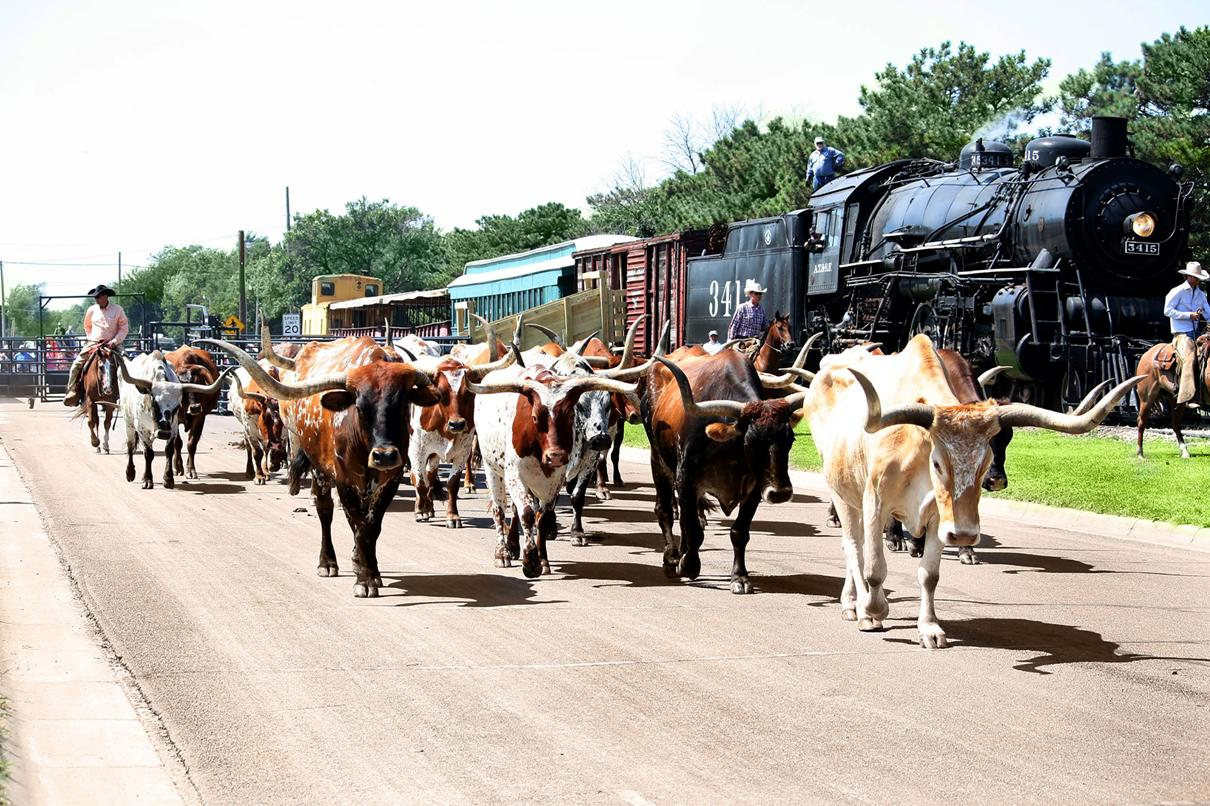
Bydło rasy Longhorn w stanie Kansas

Texas Longhorn – amerykańska rasa bydła domowego, wywodząca się z iberyjskiego bydła przywiezionego do Ameryki Północnej przez hiszpańskich konkwistadorów w XVI wieku. Rasa ta, będąca gałęzią meksykańskiej rasy Criollo, jest najbardziej rozpoznawalna dzięki charakterystycznym bardzo długim rogom (w skrajnych przypadkach rozpiętość do 3 metrów).

## Historia
Przodkowie tej rasy to bydło iberyjskie, przywiezione do Ameryki Północnej przez hiszpańskich konkwistadorów w XVI wieku. Wśród nich znajdowały się odmiany takie jak bydło andaluzyjskie czy kastylijskie. Zwierzęta te, często porzucone lub zbiegłe, zdziczały i swobodnie rozmnażały się na rozległych terenach obecnego Teksasu, Nowego Meksyku i innych południowo-zachodnich stanów. Ich zdolność do przetrwania w trudnych warunkach środowiskowych i przystosowanie do dzikiego życia zostały opisane przez J. Franka Dobiego w książce The Longhorns: „Gdyby były rejestrowane i uregulowane, ograniczane i utrzymywane przez człowieka, nie byłyby tym, czym są”.
Po wojnie secesyjnej, wraz z rozwojem przemysłu mięsnego i ekspansją osadnictwa na Zachodzie, Texas Longhorn stał się podstawą amerykańskiego handlu bydłem. Miliony sztuk były pędzone w słynnych long drives (długich przepędach) z Teksasu na północ.
W późniejszym okresie, wraz z pojawieniem się ras bydła europejskiego, takich jak Hereford czy Shorthorn, które charakteryzowały się szybszym tempem wzrostu i większą masą mięśniową, popularność Texas Longhorn zaczęła spadać. Rasa stanęła na skraju wyginięcia. W latach 20. XX wieku podjęto jednak wysiłki na rzecz jej ochrony, głównie dzięki inicjatywom prywatnych hodowców i amerykańskiego rządu, który utworzył stada zachowawcze. Od tamtej pory stada mocno się rozrosły.

## Charakterystyka
Masa ciała dorosłych byków waha się zazwyczaj od 650 do 900 kg, a krów – od 375 do 600 kg. Są to zwierzęta o długiej żywotności i wysokiej płodności. Znane są z łagodnego temperamentu, co ułatwia zarządzanie stadem. Odporne są na trudne warunki klimatyczne (zarówno upał, jak i mróz) oraz na choroby. Potrafią pokonywać ogromne odległości w poszukiwaniu pożywienia i wody. Mięso jest cenione za niską zawartość tłuszczu i cholesterolu. Rogi zazwyczaj przekraczają 180 cm, a w niektórych przypadkach 250 cm. Forma i krzywizna rogów są zmienne i unikatowe dla każdego osobnika, co stanowi jedną z cech wyróżniających rasę. Umaszczenie jest również zróżnicowane, przybierając wiele barw i wzorów. 
Szacuje się, że w 2025 roku liczba osobników wynosiła ponad 450 tysięcy. 

## Symbolika
Texas Longhorn to ikona amerykańskiego Dzikiego Zachodu, symbol stanu Teksas i ucieleśnienie wytrwałości. Jego wizerunek często pojawia się w popkulturze i literaturze, a także jest maskotką drużyny sportowej Texas Longhorns z Uniwersytetu Teksańskiego w Austin.